# LibreOffice
LibreOffice (LO) – darmowy, wieloplatformowy pakiet oprogramowania biurowego o otwartym kodzie źródłowym. Rozpowszechniany jest na licencji MPL. Został stworzony na bazie kodu źródłowego pakietu OpenOffice.org (obecnie Apache OpenOffice), który z kolei powstał na bazie StarOffice.
Nazwa jest hybrydą słów libre (fr. i hiszp. „wolny”, od wolności) oraz office (ang. „biuro”).

## Cechy pakietu

### Programy składowe[4]
- LibreOffice Writer – procesor tekstu
- LibreOffice Calc – arkusz kalkulacyjny
- LibreOffice Impress – edytor prezentacji
- LibreOffice Draw – edytor grafiki wektorowej
- LibreOffice Math – edytor wzorów matematycznych
- LibreOffice Base – aplikacja do tworzenia baz danych i zarządzania (system zarządzania relacyjnymi bazami danych, RDBMS)

### Obsługiwane formaty dokumentów
Głównym formatem dokumentów w LibreOffice jest OpenDocument Format for Office Applications (w skrócie OpenDocument), otwarty standard ISO opisujący format plików pakietów biurowych. Domyślnie LibreOffice korzysta ze standardu w wersji 1.2 uzupełnionego o własne rozszerzenia, mające na celu poprawienie zgodności z formatem Office Open XML (wykorzystywanym przez pakiet Microsoft Office). Lista rozszerzeń jest publicznie dostępna, a większość z nich została zgłoszona do OASIS w celu uwzględnienia w przyszłych wersjach standardu OpenDocument. Użytkownicy mogą zmienić wersję standardu wykorzystywaną do tworzenia nowych plików w ustawieniach programu.
Domyślnie LibreOffice używa następujących rozszerzeń nazw plików:
- .odt – dokumenty tekstowe, obsługiwane przez Writer;
- .ods – arkusze kalkulacyjne, obsługiwane przez Calc;
- .odp – prezentacje, obsługiwane przez Impress;
- .odg – grafiki wektorowe, obsługiwane przez Draw;
- .odf – formuły, obsługiwane przez Math;
- .odb – bazy danych, obsługiwane przez Base.

Ponadto pakiet obsługuje odczyt oraz zapis dokumentów w formatach: DOC, XLS, PPT, RTF (Microsoft Office 97-2003), DOCX, XLSX, PPTX (Microsoft Office 2007 i nowsze), CSV, TXTi HTML; jedynie odczyt dokumentów w formatach CWK (AppleWorks 6.0), DXF (AutoCAD), MW (MacWrite Pro 1.5), PUB (Microsoft Publisher 98 – 2010), WN (Write Now 4.0) oraz innych. LibreOffice obsługuje grafiki w formatach BMP, CDR (Corel Draw), EMF, GIF, JPG, PNG, PSD (Adobe Photoshop), SVG, VDX, VSD (Microsoft Visio) oraz WMF. Wszystkie dokumenty można wyeksportować do formatu PDF.
W wersji 4.0 pakietu całkowicie usunięto obsługę plików binarnych utworzonych przez StarOffice, historycznego przodka LibreOffice.

## Historia

### Kontekst
W styczniu 2010 zakończył się proces przejęcia Sun przez Oracle. Ponieważ Oracle nie miało tak bogatej historii wspierania oprogramowania o otwartym kodzie źródłowym jak Sun, niektórzy komentatorzy wyrażali obawy o dalszy los programów tego typu rozwijanych wcześniej przez Sun (głównie MySQL, Java oraz system operacyjny Solaris, ale również OpenOffice.org czy VirtualBox).
13 sierpnia 2010 przedstawiciele Oracle powiadomili Radę Zarządzającą OpenSolaris, niezależne ciało reprezentujące interesy sympatyków OpenSolaris, otwartoźródłowej wersji Solaris, o zakończeniu współpracy. 23 sierpnia członkowie Rady podjęli decyzję o jej rozwiązaniu.

### PowołanieThe Document Foundationi pierwsze wersje pakietu
Po tych wydarzeniach część ówczesnych członków społeczności OpenOffice.org, zdecydowało się założyć The Document Foundation. Podstawowym celem fundacji było „przekształcenie społeczności w nową, otwartą, niezależną i rządzoną w sposób merytokratyczny organizację”. The Document Foundation zadeklarowało chęć koordynowania wysiłków członków społeczności skupionych na rozwijaniu kodu źródłowego pakietu, jego testowaniu, tłumaczeniu, promowaniu oraz świadczeniu pomocy w jego użytkowaniu. Przedstawiciele fundacji zaprosili Oracle do zostania członkiem fundacji oraz darowania marki OpenOffice.org na jej rzecz. Jednocześnie fundacja rozpoczęła tymczasowo rozpowszechniać swój fork pod marką LibreOffice.
Krótko po ogłoszeniu powstania fundacji, firma Novell porzuciła Go-oo, własny fork OpenOffice.org, na rzecz LibreOffice. Wszystkie poprawki składające się na Go-oo zostały stopniowo włączone do kodu źródłowego LibreOffice.
25 stycznia 2011 ogłoszono opublikowanie pierwszej stabilnej wersji pakietu, oznaczonej numerem 3.3 (takim samym jak OpenOffice.org, którego kod źródłowy wykorzystano jako podstawę wydania).
W pierwszej połowie 2011 roku LibreOffice został włączony do repozytoriów wielu popularnych dystrybucji Linux (m.in. Ubuntu, Arch Linux, OpenSUSE, Fedora czy Debian), często zastępując przy tym OpenOffice.org.

### Oracle porzuca OpenOffice.org,The Document Foundationpozostaje przy LibreOffice
15 kwietnia 2011 Oracle zaprzestało świadczenia usług komercyjnych dla OpenOffice.org oraz zapowiedziało plan oddania pakietu pod kontrolę społeczności. Półtora miesiąca później, 1 czerwca, ogłoszono przekazanie marki OpenOffice.org oraz praw autorskich do kodu źródłowego fundacji Apache Software Foundation. Tego samego dnia przedstawiciele The Document Foundation oświadczyli, iż fundacja dalej zamierza rozwijać LibreOffice zgodnie z wcześniej ustalonym harmonogramem. Wyrazili przy tym nadzieję na zacieśnienie współpracy pomiędzy dwoma fundacjami pracującymi przy kodzie źródłowym OpenOffice.org.

### Historia wersji
| Linia | Wydanie premierowe | Wydanie premierowe | Najnowsze wydanie | Najnowsze wydanie    | Najważniejsze zmiany |
| Linia | Wersja             | Data               | Wersja            | Data                 | Najważniejsze zmiany |
| ----- | ------------------ | ------------------ | ----------------- | -------------------- | --- |
| 3.3   | 3.3.0              | 25 stycznia 2011   | 3.3.4             | 17 sierpnia 2011     | Pierwsze stabilne wydanie. Zastąpienie serii instalatorów dla systemu Windows jednym plikiem, zawierającym wszystkie wersje językowe. Dodanie obsługi plików SVG. Włączenie do domyślnego pliku instalacyjnego funkcji, które wcześniej były dostępne jako rozszerzenia – importu plików PDF, konsoli prezentera programu Impress, modułu do budowania raportów w programie Base. Rozszerzenie liczby obsługiwanych wierszy w programie Calc do jednego miliona. Możliwość zmiany koloru karty z nazwą skoroszytu w programie Calc. |
| 3.4   | 3.4.0              | 3 czerwca 2011     | 3.4.6             | 22 marca 2012        | Przeprojektowane okno kopiowania skoroszytu w programie Calc. W opcjach programu można ustawić domyślne kolory wykorzystywane podczas tworzenia wykresów. Możliwość zmiany koloru i stylu linii oddzielającej główkę, stópkę lub kolumny tekstu w programie Writer. Dodanie greckich liter jako punktorów podczas tworzenia wyliczeń. Obsługa po jednym autofiltrze w każdym skoroszycie programu Calc zamiast jednego autofiltru w całym pliku. Obsługa wielu sum częściowych w jednym skoroszycie. Dodana opcja określająca zasięg nazwanych zakresów (dla wybranego skoroszytu lub dla całego pliku). Zmiana nazwy „Pilot danych” na „Tabele przestawne”. Dodanie paska narzędziowego „Znajdź”, uruchamianego skrótem klawiaturowym Ctrl+F. Okno „Znajdź i zamień” jest uruchamiane skrótem Ctrl+Alt+F. Wiele poprawek wydajności. |
| 3.5   | 3.5.0              | 14 lutego 2012     | 3.5.7             | 18 października 2012 | Dodanie graficznych narzędzi do modyfikacji stopki, główki oraz podziału strony w programie Writer. Uczynienie okna „Licznik słów” modalnym. Wiele poprawek w systemie sprawdzania błędów. Dołączenie modułu LightProof do wyszukiwania błędów stylistycznych (w językach: angielskim, rosyjskim i węgierskim). Automatycznie wygenerowane spisy treści domyślnie zawierają odnośniki do odpowiednich pozycji w dokumencie. Dowolna zmiana wysokości pola wprowadzania formuły w programie Calc. Dodanie obsługi do 10 000 skoroszytów w jednym pliku oraz możliwości wyboru, ile skoroszytów ma liczyć nowy plik. Nowe funkcje arkusza kalkulacyjnego (BITAND, BITOR, BITXOR BITRSHIFT, BITLSHIFT, SEC, CSC, SECH i CSCH). Przeprojektowanie okna autofiltru. Obsługa nieskończonej liczby reguł formatowania warunkowego. Ulepszono import obiektów SmartArt oraz innych kształtów z prezentacji PPTX. Dodanie nowych symboli końca linii w programach Impress oraz Draw. Dodanie sterownika PostgreSQL w Base. |
| 3.6   | 3.6.0              | 8 sierpnia 2012    | 3.6.7             | 18 lipca 2013        | Obsługa nowych właściwości tabel w AutoFormatowaniu w programie Writer. Zmiana widoczności skoroszytów w programie Calc za pomocą menu kontekstowego. Usprawnione filtry importu plików CSV oraz eksportu plików XLSX. Nowe funkcje arkusza kalkulacyjnego (DATEDIF, IMTAN, IMSEC, IMCSC, IMCOT, IMSINH, IMCOSH, IMSECH i IMCSCH). Obsługa nieskończonej liczby kryteriów filtrowania. Nowe funkcje formatowania warunkowego. Nowe szablony prezentacji w programie Impress. Dodanie algorytmu Lanczos podczas zmiany rozmiaru grafik. Wiele poprawek stabilności, wydajności i drobnych modyfikacji wyglądu. |
| 4.0   | 4.0.0              | 7 lutego 2013      | 4.0.6             | 24 października 2013 | Obsługa komentarzy obejmujących wiele wyrazów w programie Writer. Możliwość ustawienia odmiennego nagłówka lub stopki na pierwszej stronie. Podczas odczytywania plików arkusza kalkulacyjnego, domyślnie wyświetlane są wartości obliczone przez poprzedni program (ang. cache). Przeprojektowane okno formatowania warunkowego oraz dodanie nowych jego typów. Nowe funkcje w arkuszu kalkulacyjnym (OPT_BARRIER, OPT_TOUCH, XOR, AVERAGEIF, SUMIFS, AVERAGEIFS, COUNTIFS, IFERROR i IFNA). Nowy generator liczb pseudolosowych w arkuszu kalkulacyjnym. Obsługa protokołu CMIS, służącego do edycji plików przechowywanych na serwerze w sieci. Zupełnie nowy silnik wyrażeń regularnych. Nowe okno wyboru szablonu. Konwersja części okien dialogowych na widget layout. Zmiana polityki zmian w API. Wiele poprawek stabilności, wydajności oraz obsługi formatów plików. |
| 4.1   | 4.1.0              | 25 lipca 2013      | 4.1.6             | 29 kwietnia 2014     | Obsługa zagnieżdżania fontów w plikach programów Writer, Calc oraz Impress. Możliwość importu w programie Calc tabel HTML zawierających ponad 64 000 komórek. Nowe funkcje w arkuszu kalkulacyjnym (NUMBERVALUE i SKEWP). Nowe okno do pobierania właściwości danych w programie Base. Dalsza konwersja okien dialogowych na widget layout. Możliwość usunięcia wielu stylów jednocześnie. Poprawki w obsłudze galerii obrazów. Wiele poprawek obsługi formatów plików, wydajności oraz stabilności. |
| 4.2   | 4.2.0              | 30 stycznia 2014   | 4.2.8             | 12 grudnia 2014      | Zupełnie nowy ekran początkowy pakietu. Ekran modyfikacji opcji zaawansowanych. Nowy, opcjonalny zestaw ikon. Nowy szablon domyślny dokumentów w programie Writer. Obsługa obramowania liter. Bardziej różnorodne style obramowania akapitów. Wiele poprawek w obsłudze systemów pisma wprowadzanych od prawej do lewej. Generator liczb losowych oraz funkcje statystyczne w programie Calc. Możliwość rozszerzenia zakresu oddziaływania formuły metodą „przeciągnij i upuść”. Zupełnie nowy silnik obsługi formuł. Nowe funkcje w arkuszu kalkulacyjnym (WEBSERVICE, FILTERXML, LEFTB, LENB, MIDB, RIGHTB, COVARIANCE.P, COVARIANCE.S, STDEV.P, STDEV.S, VAR.P, VAR.S, BETA.DIST, BETA.INV, BINOM.DIST, BINOM.INV, CONFIDENCE.NORM, CONFIDENCE.T, F.DIST, F.DIST.RT, F.INV, F.INV.RT, F.TEST, EXPON.DIST, HYPGEOM.DIST, POISSON.DIST, WEIBULL.DIST, CHISQ.DIST, CHISQ.DIST.RT, CHISQ.INV, CHISQ.INV.RTCHISQ.TEST, CRITBINOM). Ikony wskazujące, że slajd zawiera animacje oraz przejścia w konsoli prezentera programu Impress. Nowy pasek animacji. Ulepszenie modułu linii trendu na wykresach (obsługa wielu linii na jednym wykresie; wymuszenie przecięcia linii trendu z osią w określonym punkcie; ekstrapolacja linii trendu; linia trendu wielomianów oraz średniej ruchomej). Wiele poprawek obsługi formatów plików, wydajności, stabilności oraz integracji z systemem Windows. |
| 4.3   | 4.3.0              | 30 lipca 2014      | 4.3.7             | 25 kwietnia 2014     | Zwiększenie limitu długości akapitu w programie Writer z 65 tysięcy do ponad dwóch miliardów znaków. Komentarze do tekstu mogą być wydrukowane na marginesie strony zamiast na końcu pliku. Poprawki w algorytmie przenoszenia wyrazów. Nowe układy tabel przestawnych w programie Calc. Skrót klawiaturowy Ctrl+', który automatycznie wypełnia bieżącą komórkę zawartością komórki ponad nią. Nowy algorytm dodatku solver. Nowe funkcje statystyczne oraz okno wyboru analizy statystycznej do wykonania. Nowe funkcje w arkuszu kalkulacyjnym (GAMMA.DIST, GAMMA.INV, GAMMALN.PRECISE, LOGNORM.DIST, LOGNORM.INV, NORM.DIST, NORM.INV, NORM.S.DIST, NORM.S.INV, T.DIST, T.DIST.2T, T.DIST.RT, T.INV, T.INV.2T, T.TEST, PERCENTILE.EXC, PERCENTILE.INC, PERCENTRANK.EXC, PERCENTRANK.INC, QUARTILE.EXC, QUARTILE.INC, RANK.EQ, RANK.AVG, MODE.SNGL, MODE.MULT, NEGBINOM.DIST, Z.TEST, FLOOR.PRECISE, CEILING.PRECISE, ISO.CEILING, NETWORKDAYS.INTL, WORKDAY.INTL, ERF.PRECISE, ERFC.PRECISE). Usunięcie obsługi Java Accessibility Bridge oraz uczynienie IAccessible2 domyślnym systemem wspierania osób niepełnosprawnych. Możliwość usunięcia pliku z listy ostatnio otwieranych na ekranie początkowym. Częściowe wsparcie dla ekranów o wysokiej rozdzielczości (HiDPI). Wiele poprawek obsługi formatów plików, wydajności oraz stabilności.                                         |
| 4.4   | 4.4.0              | 29 stycznia 2015   | 4.4.7             | 10 grudnia 2015      | Nowy zestaw domyślnych szablonów. Umieszczenie szablonów bezpośrednio na ekranie początkowym pakietu. Usprawniony moduł wyboru koloru, umożliwiający zmianę palety kolorów, szybki dostęp do ostatnio używanych kolorów oraz samodzielne zdefiniowanie koloru. Nowy domyślny zestaw ikon na platformie macOS. Zmiany wyglądu linijki w programie Writer. Przeprojektowany pasek narzędziowy. Wiele drobnych usprawnień w panelu bocznym. Wiele drobnych usprawnień w menu kontekstowym. Dodanie fontów Caladea oraz Carlito (wolnych odpowiedników Cambria i Calibri). Cyfrowe podpisywanie generowanych plików PDF. Szablony dokumentu głównego. Możliwość edycji dokumentów przechowywanych w repozytoriach SharePoint 2010/2013 oraz OneDrive. Usprawnienia paska statusu w programie Writer. Wiele usprawnień w module autokorekty. Asystent statystyczny w programie Calc. Dodanie funkcji AGGREGATE. Zmiany w module Wzorca Slajdu w programie Impress. Dodanie możliwości zabezpieczenia hasłem edycji prezentacji (odczyt nie jest ograniczany). Wiele zmian w zakresie obsługi formatów plików (usprawnienie kompatybilności z plikami programów Word, Impress, Visio, Publisher, Abiword, Works oraz FictionBook; dodanie obsługi plików MacDraw, MacDraw II, RagTime oraz Sony BroadBand eBook). Wiele poprawek wydajności oraz stabilności pakietu.                                |
| 5.0   | 5.0.0              | 5 sierpnia 2015    | 5.0.6             | 5 maja 2016          | Wprowadzenie obsługi formatów plików generowanych przez programy Apple Pages, Apple Numbers, ClarisDraw, MacDraft, Lotus 123 oraz Quattro Pro. Wprowadzenie wersji 64-bitowej na system operacyjny Windows. Podgląd stylu w panelu bocznym programu Writer. Uproszczenie interfejsu przycinania grafiki. Nowe sposoby formatowania warunkowego w programie Calc. Usprawnienia w sposobie formatowania liczb zgodnie z notacją naukową (w tym wprowadzenie postaci inżynierskiej). Możliwość odwoływania się do całego wiersza/kolumny w formule. Nowe funkcje w arkuszu kalkulacyjnym (FLOOR.XCL, CEILING.XCL, FLOOR.MATH, CEILING.MATH, ENCODEURL oraz ERROR.TYPE). Wiele zmian w interfejsie użytkownika (poprawki w menu kontekstowym, panelu bocznym, przełączanie kart w programie Calc), obsłudze wyświetlaczy o wysokiej rozdzielczości oraz narzędziach językowych. Wiele poprawek wydajności oraz stabilności pakietu. |
| 5.1   | 5.1.0              | 10 lutego 2016     | 5.1.6             | 27 października 2016 | Zmiana organizacji menu w programach Writer, Calc i Impress. Wiele usprawnień panelu bocznego we wszystkich programach. Możliwość dołączenia definicji źródła danych do dokumentu końcowego korespondencji seryjnej w programie Writer. Okno struktury formuły w programie Calc pokazuje dane wejściowe oraz wynik. Dodanie okna umożliwiającego obliczanie współczynników regresji. Wiele usprawnień w silniku formuł. Ułatwione przełączanie widoków (trybów) w programie Impress. Łatwiejsze uspójnianie wielkości kształtów. Precyzyjne określanie właściwości kształtów. Program Math potrafi importować formuły w formacie MathML ze schowka. Wiele zmian w zakresie obsługi formatów plików (usprawnienie kompatybilności z plikami programów Word, Excel, Impress, Visio, CorelDRAW oraz Keynote). Wiele poprawek wydajności oraz stabilności pakietu. |
| 5.2   | 5.2.0              | 3 sierpnia 2016    | 5.2.7             | 9 maja 2017          | Zmodernizowane okna Menadżera szablonów oraz Znajdź i zamień. Usprawnienia w module podpisywania dokumentów. Nowe narzędzia rysowania w programach Writer i Calc. Wprowadzenie trybu jednego paska narzędziowego. Pole wyszukiwania na ekranie wstawiania odsyłaczy w programie Writer. Nowe okno zarządzania zakładkami. Pokazywanie wyniku wielu operacji jednocześnie na pasku statusu programu Calc. Wprowadzenie obsługi wyrażeń wieloznacznych zgodnych z Microsoft Excel 2016. Usprawnienia w obsłudze odwołań do zakresów nazwanych. Nowe funkcje w arkuszu kalkulacyjnym (RAWSUBTRACT, FORECAST.ETS.ADD, FORECAST.ETS.MULT, FORECAST.ETS.SEASONALITY, FORECAST.ETS.PI.ADD, FORECAST.ETS.PI.MULT, FORECAST.ETS.STAT.ADD, FORECAST.ETS.STAT.MULT, CONCAT, TEXTJOIN, IFS, SWITCH, MINIFS oraz MAXIFS). Wiele zmian w zakresie obsługi formatów plików, interfejsie użytkownika oraz narzędziach językowych. Wiele poprawek wydajności oraz stabilności pakietu. |
| 5.3   | 5.3.0              | 1 lutego 2017      | 5.3.7             | 2 listopada 2017     | Zmodernizowane okno wyboru koloru zawierające listę ostatnio wybranych kolorów. Dodanie nowych palet. Tryb bezpieczny, umożliwiający tymczasowe wyłączenie wszystkich ustawień użytkownika. Naprawa wielu błędów składu tekstu dzięki wykorzystaniu biblioteki HarfBuzz. Wyświetlanie skrótów klawiaturowych w menu. Style tabel w programie Writer. Nowe okno „Przejdź do strony”. Dodanie narzędzi rysowania dotychczas dostępnych w programach Impress i Draw. Dodanie karty „Strona” w panelu bocznym. Możliwość wyłączenia podglądu stylu w panelu bocznym. Formatowanie liczb w programie Calc może zawierać ułamki. Nowy domyślny styl komórek. Domyślny styl komórek może być wczytany z pliku konfiguracyjnego. Funkcja MEDIANA w tabelach przestawnych. Pole wyszukiwania w oknie wstawiania funkcji. Wyświetlanie okna wyboru szablonu podczas uruchamiania programu Impress. Dodanie nowych szablonów oraz usprawnienia w istniejących szablonach. Wiele usprawnień w interfejsie graficznym (okna kolorów, gradientów, obrazów tła, rozszerzeń, przywracania dokumentów). Usprawnienie kompatybilności z plikami Microsoft Office. Wprowadzono eksperymentalnie interfejs użytkownika MUFFIN (My User Friendly & Flexible INterface), który opcjonalnie prezentuje menu graficzne w sposób zbliżony do „wstęgi” znanej z Microsoft Office.                                        |
| 5.4   | 5.4.0              | 28 lipca 2017      | 5.4.7             | 17 maja 2018         | Nowa paleta kolorów. Lepsza jakość importowanych dokumentów PDF (w tym tych zagnieżdżonych w dokumentach). Podpisywanie dokumentów kluczem OpenPGP w systemie operacyjnym Linux. Tworzenie własnych znaków wodnych w programie Writer. Nowe menu kontekstowe dla edycji sekcji, nagłówków, stopek oraz stylów. Usprawnienia we wklejaniu wielopoziomowych list numerowanych z innych programów. Wykresy przestawne w programie Calc. Zmiana kolejności stosowania reguł formatowania warunkowego. Obsługa lat „ujemnych” (przed naszą erą). Nowa funkcja ROUNDSIG. Usprawnienia w oknie duplikowania elementu w programie Impress. Wiele usprawnień przy odczycie wektorowego formatu EMF używanego przez Microsoft Office. Tryb zgodności z przeglądarkami mobilnymi oraz wiele usprawnień wydajności w LibreOffice Online. |
| 6.0   | 6.0.0              | 31 stycznia 2018   | 6.0.7             | 5 listopada 2018     | Zmiana minimalnej wymaganej wersji systemu operacyjnego na Windows 7 SP1 oraz OS X 10.9. Dodanie możliwości podpisywania oraz szyfrowania dokumentów za pomocą kluczy OpenPGP. Możliwość wyboru, czy zmodyfikowany obraz ma zostać zapisany w postaci oryginalnej, czy zmodyfikowanej. Nowe okno wyboru znaków specjalnych z opcją wyszukiwania, listą ulubionych symboli oraz listą ostatnio wybranych symboli. Nowe okno wyboru znaków specjalnych w pasku narzędziowym. Usprawnione okno modyfikacji interfejsu programu. Zupełnie nowy system pomocy online, poprawnie obsługiwany przez urządzenia mobilne. Dodanie menu „Formularz” w programie Writer. Możliwość obracania obrazu o dowolny kąt. Nowy domyślny styl tabel. Wprowadzenie stylów tabel zastępujących dotychczasowe zestawy autoformatowania. Przy dodawaniu słowa do słownika użytkownika można wskazać słowo, które ma zostać wykorzystane jako wzorzec odmiany. Chroniony skoroszyt jest oznaczony za pomocą specjalnej ikony w programie Calc. Nowe funkcje SEARCHB, FINDB oraz REPLACEB. Nowe szablony w programie Impress. Domyślny format slajdu to 16:9. Wiele poprawek obsługi formatów plików, wydajności oraz stabilności. Wiele poprawek w LibreOffice Online. |
| 6.1   | 6.1.0              | 8 sierpnia 2018    | 6.1.6             | 7 maja 2019          | Znaczne usprawnienie wydajności obsługi plików zawierających obrazy. Możliwość podpisywania plików kluczami ECDSA. Nowy zestaw obrazów tła, gradientów oraz lekko poprawiona paleta barw. Nowe zestawy ikon, usunięcie przestarzałych zestawów. Nowy interfejs modyfikacji pasków narzędziowych oraz paska menu. Automatyczne generowanie linii podpisu w programie Writer. Możliwość automatycznego umieszczenia numeru rozdziału i jego tytułu w osobnych liniach. Ulepszona funkcja generowania plików EPUB. Wiele poprawek w obsłudze języków nieeuropejskich. Wiele usprawnień w obsłudze obrazów w programie Calc. Drobne poprawki interfejsu użytkownika (m.in. dodanie rysunków pomocniczych w oknie łączenia komórek oraz możliwość zmiany kolorów w zależności od zawartości komórki). Nowe style w programie Draw. Base: wbudowana baza danych HSQLDB jest wycofywana na rzecz bazy Firebird. Obsługa wbudowanej bazy danych HSQLDB zostanie usunięta – zaleca się migrację danych do Firebird lub zewnętrznej bazy danych HSQLDB. Wiele poprawek obsługi formatów plików, wydajności oraz stabilności. Wiele poprawek i usprawnień w LibreOffice Online. |
| 6.2   | 6.2.0              | 7 lutego 2019      | 6.2.8             | 17 października 2019 | Oficjalne wprowadzenie dwóch nowych interfejsów użytkownika, zbliżonych wyglądem do „wstęgi” (wersje eksperymentalne interfejsów były dostępne od LibreOffice 5.3). Aktualizacja wyglądu ikon używanych w pakiecie. Poprawki wydajności oraz funkcjonalności okna personalizacji. Usprawnione kopiowanie tabel z Calc do Writera. Znacznie poprawiona wydajność trybu śledzenia poprawek w tekście w programie Writer. Możliwość wykonania wielowymiarowej analizy regresji w programie Calc. Istniejące analizy zostały rozszerzone o dodatkowe miary statystyczne. Obsługa nowej formuły REGEX. Wiele usprawnień w obsłudze animacji w programie Impress. Oficjalne wprowadzenie obsługi plików z wbudowaną bazą Firebird w programie Base. Wbudowanie bezpośredniego interfejsu do baz danych MySQL (wcześniej dostępnego jako rozszerzenie). Wiele poprawek obsługi formatów plików, wydajności oraz stabilności. Wiele poprawek w LibreOffice Online. |
| 6.3   | 6.3.0              | 8 sierpnia 2019    | 6.3.6             | 30 kwietnia 2020     | 64-bitowa wersja na systemie Windows może korzystać ze skanera. Możliwość wprowadzenia wąskiej niełamliwej spacji skrótem ⇧ Shift+Alt+Spacja. Wprowadzenie okienka „porada dnia”, wyświetlanego raz dziennie. Wprowadzenie funkcji cenzurowania tekstu w programie Writer. Tła stron obejmują całą stronę, wraz z marginesami. Wiele usprawnień w zarządzaniu formularzami w dokumencie, w tym możliwość ustawienia menu formularzy tak samo, jak w Microsoft Word. Znaczne przyspieszenie zapisywania dokumentu. Możliwość ukrycia okienka z podsumowaniem zamienionej zawartości w programie Calc. Usprawnione okienko Próbkowanie. Nowa funkcja FOURIER(). Znaczne przyspieszenie zapisywania plików ODS i XLS. Włączenie dla wszystkich użytkowników asystenta migracji danych do Firebird w programie Base (wcześniej dostępny jedynie po włączeniu opcji eksperymentalnych). Wiele usprawnień w systemie pomocy, wiele poprawek obsługi formatów plików, wydajności oraz stabilności. Wiele poprawek w LibreOffice Online. |
| 6.4   | 6.4.0              | 29 stycznia 2020   | 6.4.7             | 22 października 2020 | Dodanie funkcji generowania kodu QR. Możliwość oznaczania komentarzy jako rozwiązanych w programie Writer. Możliwość komentowania obrazów i wykresów. Opcja unikania wzajemnego nachodzenia kształtów na siebie. Usprawnienia w wycinaniu, usuwaniu oraz wklejaniu tabel i kolumn/wierszy. Opcja eksportu całego arkusza do jednej strony pliku PDF w programie Calc. Wiele usprawnień w systemie pomocy, wiele poprawek obsługi formatów plików, wydajności oraz stabilności. Wiele poprawek w LibreOffice Online. |
| 7.0   | 7.0.0              | 5 sierpnia 2020    | 7.0.6             | 13 maja 2021         | Dodanie obsługi formatu ODF 1.3, zgodnego ze specyfikacją OASIS OpenDocument 1.3. Obsługa biblioteki graficznej Vulkan na systemie Windows. Usprawnienia autokorekty w zakresie poprawnej typografii tekstu w programie Writer. Eksperymentalne narzędzie do sprawdzania dostępności dokumentu. Automatyczne wprowadzanie zera na początku „krótszych” liczb w listach numerowanych. Wiele usprawnień okienka Nawigator. Usprawnienia w obsłudze zakładek oraz pól. Możliwość ustawienia częściowej przezroczystości tekstu. Nowe funkcje RAND.NV() oraz RANDBETWEEN.NV() w programie Calc. Większość szablonów w programie Impress korzysta z proporcji slajdu 16:9. Wiele usprawnień w systemie pomocy, wiele poprawek obsługi formatów plików, wydajności oraz stabilności. |
| 7.1   | 7.1.0              | 3 lutego 2021      | 7.1.8             | 6 grudnia 2021       | Nowe okno umożliwiające pobieranie dodatkowej zawartości. Biblioteka ScriptForge zawierająca wiele przykładów automatyzacji zadań w pakiecie. Dodanie inspektora stylów w programie Writer. Możliwość zakotwiczania kształtów u dołu strony. Możliwość zmiany domyślnego zakotwiczenia kształtów. Nowy eksperymentalny tryb wyświetlania zawijający treść pod śródtytułami. Obsługa funkcji PRODUCT, ABS, SIGN oraz COUNT w tabelach. Poprawki w scalaniu komórek w programie Calc. Możliwość zmiany animacji wielu obiektów jednocześnie w programie Impress. Wiele poprawek obsługi formatów plików, wydajności oraz stabilności. |
| 7.2   | 7.2.0              | 19 sierpnia 2021   | 7.2.7             | 12 maja 2022         | Okno „wyszukaj działanie”, pozwalające wyszukać i wywołać dowolną pozycję z menu. Wbudowane narzędzie deweloperskie inspektor UNO. Alternatywny zestaw kolorów LibreOffice Dark. W programie Writer, podczas wyboru tła można określić, czy ma ono nachodzić na marginesy. Przeprojektowane okno wklejania specjalnego w programie Calc. Nowe opcje „Zaznacz tylko widoczne wiersze/kolumny” w menu zaznaczania. Możliwość filtrowania wierszy na podstawie koloru tekstu lub tła. Możliwość wyboru algorytmu obliczania średniej podczas rysowania linii średniej ruchomej. Zmiany w działaniu funkcji CELL, RAWSUBTRACT oraz ROUND. Nowe szablony w programie Impress. Obsługa wielu kolumn w pojedynczym polu tekstowym. Wiele poprawek obsługi formatów plików, wydajności oraz stabilności. |
| 7.3   | 7.3.0              | 2 lutego 2022      | 7.3.7             | 3 listopada 2022     | Dodanie funkcji generowania kodów kreskowych. Zunifikowanie domyślnych wartości szerokości linii we wszystkich aplikacjach pakietu. Usprawnienia systemu śledzenia zmian w programie Writer. Dodanie możliwości filtrowania komórek na podstawie koloru w programie Calc. Nowa opcja „Oblicz wartości formuł” dostępna podczas importu plików CSV oraz wklejania specjalnego. Uproszczony pasek wyszukiwania domyślnie przeszukuje wartości zamiast formuł. Usprawnienia w zakresie wyświetlania błędów przez funkcję IF. Wiele usprawnień w systemie pomocy oraz narzędziach skryptowych, wiele poprawek obsługi formatów plików, wydajności oraz stabilności. |
| 7.4   | 7.4.0              | 18 sierpnia 2022   | 7.4.7             | 11 maja 2023         | Eksperymentalna obsługa trybu ciemnego na systemach Windows 10 i 11. Dodanie obsługi formatu WebP. Obsługa trybu śledzenia zmian w dokumentach otwartych tylko do odczytu w programie Writer. Wiele usprawnień w trybie śledzenia zmian, w szczególności w zakresie przypisów dolnych oraz list numerowanych. Wiele poprawek typograficznych w zakresie kerningu, linii bazowej pisma oraz opcji dzielenia wyrazów. Wbudowana integracja z zewnętrznym narzędziem LanguageTool do sprawdzania pisowni. Zwiększenie liczby kolumn w programie Calc do 16384. Usprawnienia w okienkach „Przenieś/kopiuj arkusz” oraz „Idź do arkusza”. Automatyczne rozwijanie formuł macierzowych w jednoznacznych przypadkach. Wiele usprawnień w interfejsie graficznym (okna kolorów, gradientów, obrazów tła, rozszerzeń, przywracania dokumentów). Usprawnienie kompatybilności z plikami Microsoft Office. |
| 7.5   | 7.5.0              | 2 lutego 2023      | 7.5.3             | 4 maja 2023          | Nowy zestaw ikon. Znaczne ulepszenie trybu ciemnego i trybu wysokiego kontrastu. Poprawki systemu wyświetlania tekstu, w szczególności dla alfabetów innych niż łaciński. Większa kontrola nad funkcjami fontów przy pomocy okna dialogowego Format → Znak... → Czcionka → Cechy... Wiele poprawek w systemie sprawdzania pisowni w programie Writer. Wiele poprawek w obsłudze zakładek. Znaczne usprawnie systemu weryfikacji dostępności dokumentów. Obsługa stylów tabel w programie Impress. Wiele usprawnień w systemie pomocy oraz narzędziach skryptowych, wiele poprawek obsługi formatów plików, wydajności oraz stabilności. |

| Legenda:       | Legenda:                              | Legenda:                             |
| -------------- | ------------------------------------- | ------------------------------------ |
| Starsza wersja | Aktualna wersja dojrzała (ang. still) | Aktualna wersja młodsza (ang. fresh) |

## Cykl wydawniczy i sposób numeracji wersji
Cykl wydawniczy LibreOffice jest oparty na czasie. Oznacza to, że nowa wersja może zostać opublikowana nawet wtedy, gdy zawiera znane błędy.
Poza wyjątkowymi sytuacjami, nowe funkcje dostępne są wyłącznie w nowych liniach pakietu. Te z kolei wydawane są dwa razy do roku, w lutym oraz w lipcu. Linia identyfikowana jest za pomocą pierwszych dwóch liczb w numerze wersji, np. 4.3 lub 5.1.
Każda linia otrzymuje około sześciu wydań poprawkowych, które nie wprowadzają nowych funkcji, ale usuwają znalezione błędy. Wydania poprawkowe są publikowane co miesiąc do momentu osiągnięcia przez daną linię stabilności, a później co dwa miesiące. Kryteria „stabilności” nie są ściśle określone, ale zazwyczaj uznaje się, że linia jest stabilna od trzeciego lub czwartego wydania poprawkowego. Wydania poprawkowe są identyfikowane za pomocą ostatniej (trzeciej) liczby w numerze wersji. Np. 4.3.6 oznacza szóste wydanie poprawkowe linii 4.3, zaś 5.1.4 oznacza czwarte wydanie poprawkowe linii 5.1.
W dowolnym momencie na stronie internetowej pakietu dostępne są do pobrania dwie różne wersje:
- wersja dojrzała (ang. still) (czwarte lub wyższe wydanie poprawkowe danej linii), przeznaczona dla użytkowników, którym zależy na stabilności;
- wersja młodsza (ang. fresh) (trzecie lub niższe wydanie poprawkowe danej linii), przeznaczona dla testerów oraz pierwszych naśladowców (ang. early adopters).

## Liczba użytkowników oraz masowe wdrożenia
Ponieważ LibreOffice jest wolnym oprogramowaniem, może być rozpowszechniany bez żadnych ograniczeń. Z tego powodu dokładna liczba użytkowników pakietu nie jest znana.
17 października 2012 Florian Effenberger, prezes zarządu The Document Foundation, oświadczył, że – według szacunków fundacji – pakiet LibreOffice jest używany przez blisko 60 milionów użytkowników.
Jednak krytycy zwracają uwagę, że szacunki te są oparte na wadliwej metodologii – uwzględniają głównie liczbę pobrań pliku instalacyjnego, co prowadzi do zawyżenia rzeczywistej liczby użytkowników (uwzględniani są ludzie, którzy zainstalowali pakiet wielokrotnie oraz ci, którzy pobrali go wyłącznie po to, aby sprawdzić jego możliwości). Na zarzuty te przedstawiciele The Document Foundation odpowiadają, że w rzeczywistości szacunki są zaniżone, ponieważ pomija się w nich inne kanały dystrybucji, takie jak płyty CD z programem czy repozytoria dystrybucji Linux.
Już kilka miesięcy po opublikowaniu pierwszej wersji, LibreOffice zaczął być wdrażany w wielu środowiskach obejmujących dużą liczbę stanowisk komputerowych, w szczególności w instytucjach użyteczności publicznej. Do najważniejszych wdrożeń należą (w kolejności chronologicznej):
- W pierwszym kwartale 2011 roku zakończono instalację na wszystkich 450 komputerach zarządzanych przez władze miasta Limerick w Irlandii, wliczając w to trzy biblioteki publiczne, komendę straży pożarnej, muzeum regionalne oraz miejską galerię sztuki[58].
- W pierwszej połowie 2011 roku rozpoczęto instalację na około 25 000 komputerach w kopenhaskich szpitalach[59].
- 27 czerwca 2011 przedstawiciele władz miasta Las Palmas w Hiszpanii ogłosili plan migracji 1200 komputerów na LibreOffice[60].
- W 2008 roku francuska żandarmeria rozpoczęła proces migracji wszystkich komputerów (około 85 000 stanowisk) na system operacyjny Ubuntu[61]; LibreOffice jest domyślnym pakietem biurowym w Ubuntu od wersji 11.04 wydanej 28 kwietnia 2011[62].
- W pierwszej połowie 2012 roku francuska Międzyministerialna Grupa ds. Otwartego Pakietu Biurowego (fr. Mutualisation Interministérielle pour une Bureautique Ouverte, MIMO), specjalna komórka rządowa utworzona z przedstawicieli Ministerstw Ekonomii, Edukacji, Finansów, Kultury, Obrony Narodowej, Rolnictwa, Spraw Wewnętrznych, Sprawiedliwości oraz Środowiska, potwierdziła kompatybilność LibreOffice z kontrolowaną przez siebie infrastrukturą techniczną, a tym samym umożliwiła jego wdrożenie. Pod kontrolą MIMO pracuje 500 000 komputerów, ale nie wiadomo na jakiej liczbie z nich zainstalowano LibreOffice[63][64].
- W sierpniu 2012 przedstawiciele władz regionu Umbria we Włoszech ogłosili plan migracji 5000 stanowisk komputerowych na LibreOffice[65]. Do połowy 2013 roku pakiet został wdrożony na 1000 komputerów[66].
- 18 kwietnia 2012 Theodomir Cayetano, przedstawiciel władz regionu Estremadura w Hiszpanii, ogłosił plan migracji 40 000 stanowisk komputerowych na oprogramowanie o otwartym kodzie źródłowym[67]; nie jest jasne, na jakiej części z nich zostanie zainstalowany LibreOffice.
- 17 października 2012 Kirsten Böge, rzeczniczka prasowa miasta Monachium, zapowiedziała migrację na LibreOffice wszystkich miejskich stanowisk komputerowych (około 15 000)[55].
- 22 sierpnia 2013 Sofia Bellés, dyrektor regionalnego wydziału technologii informacyjnych i komunikacyjnych, ogłosiła, iż hiszpański region Walencja zakończył migrację około 120 000 stanowisk na LibreOffice[68].

## Przenośne wersje LibreOffice
Pakiet LibreOffice jest również dostępny w wersjach przenośnych. Wersja przenośna posiada takie same możliwości jak zwyczajna, ale nie wymaga instalowania na komputerze. Należy jedynie ją rozpakować na urządzeniu przenośnym (np. pendrive lub karcie pamięci) i następnie z niego uruchamiać. Wszystkie ustawienia użytkownika również zostają zapisywane na urządzeniu przenośnym. Oficjalne przenośne wersje pakietów LibreOffice są tworzone przez PortableApps.com we współpracy z The Document Foundation. Dostępne są także wersje przenośne tworzone przez niezależne serwisy, m.in. LiberKey oraz winPenPack.

## LibreOffice i smartfony
The Document Foundation oferuje również aplikację LibreOffice Viewer dla systemu Android. Można ją pobrać także niezależnie (np. ze strony projektu) i zainstalować bez korzystania z oficjalnego sklepu Google Play.